# San Martín de Montalbán
San Martín de Montalbán es un municipio y localidad española de la provincia de Toledo, en la comunidad autónoma de Castilla-La Mancha. El término municipal tiene una población de 759 habitantes (INE 2024).

## Toponimia
El topónimo San Martín de Montalbán se debe al nombre del santo, cuyo culto fue muy extendido en Castilla, y al del señorío al que perteneció.
Según registros de finales del siglo XIX, la villa también fue denominada Lugar-nuevo.

## Geografía

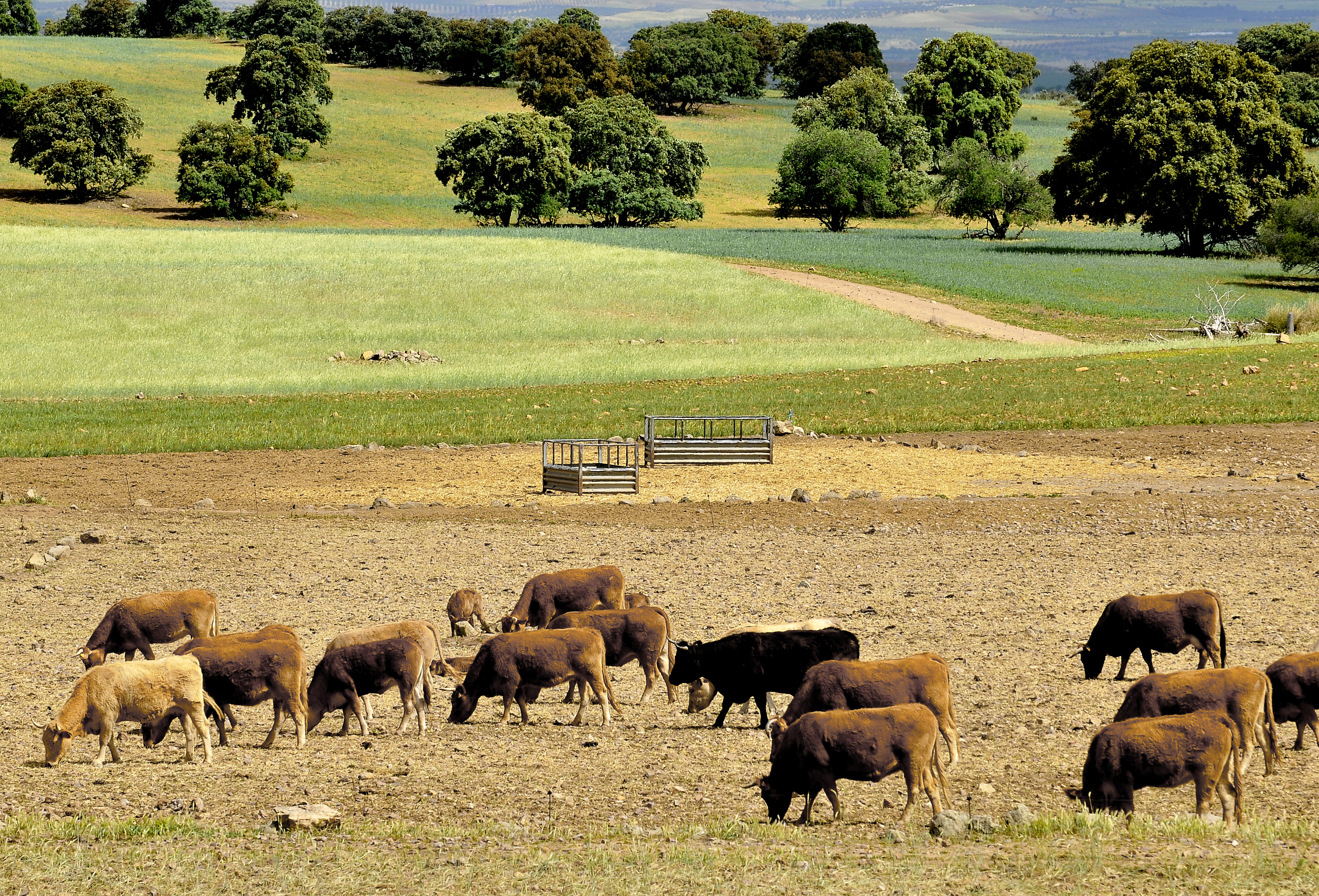
Ganado y encinas en el término

Linda con los términos municipales de El Carpio de Tajo, La Puebla de Montalbán, Menasalbas, Navahermosa y Villarejo de Montalbán, todos de la provincia de Toledo.

## Historia
Los vestigios más antiguos encontrados en el municipio se remontan al Neolítico, cuando estos primeros pobladores utilizaban herramientas de piedra moldeada y pulida, muestra de ello son los restos cerámicos que podemos encontrar diseminados por todo el término, y que de igual modo, se puede constatar en poblaciones cercanas. 
Posteriormente, el entorno estuvo habitado por una población de origen celta, quizás de cierta importancia, ya que existen, aunque de forma dispersa, varios asentamientos y viviendas subterráneas, utilizadas en ese período, lo que nos hace pensar en una población de gran tamaño. El vestigio más destacado que posiblemente sea de origen celta es la “Dama de Los Montes”, una estatuilla encontrada en la finca de Montalbanejo, situada al otro lado del Castillo de Montalbán y que demuestra la influencia celta en la zona.
También cabe destacar que, por la localización del municipio y el hallazgo de verracos en pueblos cercanos, podemos contemplar la posibilidad de que los vetones también estuvieran asentados en el término.
En cuanto a la presencia romana en el lugar, viene atestiguada por muchas evidencias. Una de ellas, es el hallazgo de un capitel romano de mármol blanco con forma tronco-piramidal, decorado con hojas de acanto espinoso de base circular, encontrado en la finca “Los Toriles” y datado entre los siglos  II y III d. C. (CE28990 Museo de Sta. Cruz de Toledo).
A este respecto no hay que olvidar que, aunque no hay datos suficientes para admitir esta hipótesis, son varios los historiadores que coinciden en localizar un poblado romano denominado “Paterniana” en el lugar en el que hoy se asienta Melque o muy próximo a ella.
Al mismo tiempo, las numerosas aportaciones de arqueólogos y cronistas que escriben sobre las vías romanas que cruzaban San Martín de Montalbán, hacen indudable la presencia romana en el término.
Como ejemplo, trascribimos el apunte de Pedro Guerrero Ventas extraído de su libro “Por tierras de Montalbán”: […No se considera preciso que hubiera una calzada romana junto a la ermita y edificios anejos a la misma, aunque sí debió pasar cerca una vía muy antigua, que comunicaría Toletum con Talabrica, por Guarrazar, Polán, Melque, Montalbán, Malpica-Balobras al puente o vado del río. Esta comunicación tendría que ser, necesariamente, de origen romano: casi todos los historiadores (Relaciones de Felipe II, Blázquez Jiménez, Ceán Bermundez, Jiménez de Gregorio, Caballero Zoreda) dan por supuesta la existencia de una vía al sur del Tajo…].
Posteriormente, ya en época visigoda se construyó el conjunto eclesiástico Santa María de Melque, que se levantó como centro de un floreciente monasterio del que ha permanecido la iglesia y cuya fecha de construcción se fija entre finales del siglo VII y principios del VIII.
Décadas después, los árabes convirtieron este cenobio en alcazaba y levantaron los primeros vestigios de lo que hoy conocemos como el Castillo de Montalbán.
Uno de los períodos más representativos dentro de la historia de San Martín de Montalbán, es la época templaria.
Tras la reconquista de la ciudad de Toledo, a finales del s. XI, comenzó una etapa lenta de repoblación y restablecimiento de la economía en toda la zona, momento en el que se hizo indispensable mantener alejada la llegada de nuevos almorávides, así como, controlar y vigilar las principales vías de acceso; por ello Melque, pasó en el s. XII a manos de la Orden Militar del Temple y en el 1221 le precedió el Castillo, conformándose entonces la Encomienda de Montalbán, que terminó convirtiéndose en una de las Bailías Templarias más importantes de Castilla.
No obstante, fue Alonso Téllez Girón quien fundó el municipio en septiembre de 1517, entregando tierras para labrar a cambio de [… satisfacer durante tres años, por el disfrute de las mismas, dos fanegas de pan terciado y dos costales de paja cada año. Al cabo de los tres años serían propietarios de las tierras que roturasen, pero no podrían venderlas hasta que se cumplieran los diez años siguientes al desbroce, y desde luego nunca podrían enajenarlas a nadie que no fuese vecino …]. 
[… Pero la fuente más trascendente nos remite al 15 de julio de 1665…], tal y como explica J. Antonio Uceta en su libro “Recorrido histórico por el término de San Martín de Montalbán”: [… cuando se da un salto cualitativo y San Martín de Montalbán, por privilegio real, pasa de ser una aldea o lugar que depende jurídicamente de La Puebla de Montalbán a ser villa de por sí, con la facultad de administrar su propia justicia civil y criminal… ]. San Martín de Montalbán dependió administrativamente de La Puebla de Montalbán hasta 1665, año en el que Felipe IV le concede el título de Villa. Perteneció en tiempos al llamado Estado de Montalbán, que comprendería otros lugares, como La Puebla de Montalbán, Menasalbas, Villarejo de Montalbán, El Carpio de Tajo y Mesegar de Tajo.
Hacia mediados del siglo XIX, la villa tenía contabilizada una población de 336 habitantes. Aparece descrita en el decimoprimer volumen del Diccionario geográfico-estadístico-histórico de España y sus posesiones de Ultramar de Pascual Madoz de la siguiente manera:

MARTIN DE MONTALBAN (San): v. con ayunt. en la prov. y dióc. de Toledo (7 leg.), part. jud. de Navabermosa (2), aud. terr. de Madrid (19), c. g. de Castilla la Nueva. sit. en terreno llano, junto al arroyo Torcon, es de clima templado, reinan los vientos N. y O. y se padecen tercianas y catarrales: tiene 100 casas de regular construccion en 4 calles cruzadas y 1 de paso bastante anchas y sin empedrado y 1 plaza espaciosa, con un álamo en medio: hay casa de ayunt. cárcel, pósito, hospital casi abandonado; escuela dotada con 1,000 rs. de los fondos públicos, á la que asisten 30 niños de ambos sexos; igl. parr. (San Andrés) con curato de entrada y provision ordinaria, y en los afueras el cementerio. Se surte de aguas potables en el arroyo citado, que las tiene buenas y saludables. Confina el térm. por N. con la Puebla de Montalban; E. Galvez; Menasalbas; O. Villarejo, estendiéndose 2 leg. de N. á S., lo mismo de E. á O. y comprende mucho plantío de viñas y olivos, las labranzas de las Alamedas y la Pantera, las 5 de Bayarnoso, 6 de las Covachuelas y 4 de Cuesta bermeja: le bañan los arroyos Arripas y Torcon. El terreno es desigual y de mediana calidad: los caminos vecinales: el correo se recibe en Cuerva. prod.: trigo, cebada, centeno, algarrobas, garbanzos, vino y aceite; se mantiene ganado lanar y vacuno, y se cria caza menuda. pobl. 86 vec., 336 alm. cap. prod.: 1.129,090 rs. imp.: 29,377. contr. segun el calculo oficial de la prov. 74'48 por 100. presupuesto municipal 11,677 y se cubre con 5,556 por ingresos de propies y el resto por repartimiento vecinal.
Este pueblo se llama tambien Lugar Nuevo.
(Madoz, 1848, p. 257)

## Demografía
Cuenta con una población de 759 habitantes (INE 2024).
| Gráfica de evolución demográfica de San Martín de Montalbán entre 1842 y 2021 |
| |
| Población de derecho según los censos de población del INE Población de hecho según los censos de población del INEEn estos censos se denominaba San Martín de Montalbán o Lugar Nuevo: 1860 |

## Administración
| Periodo   | Nombre                           | Partido   |
| --------- | -------------------------------- | --------- |
| 1979-1983 | Urbano Espinosa Barroso          | UCD       |
| 1983-1987 | José Escalera Escobar            | AP/PDP/UL |
| 1987-1991 | Justo Barrios López              | PSOE      |
| 1991-1995 | Justo Barrios López              | PSOE      |
| 1995-1999 | Justo Barrios López              | PSOE      |
| 1999-2003 | Justo Barrios López              | PSOE      |
| 2003-2007 | Justo Barrios López              | PSOE      |
| 2007-2011 | Justo Barrios López              | PSOE      |
| 2011-2015 | Justo Barrios López              | PSOE      |

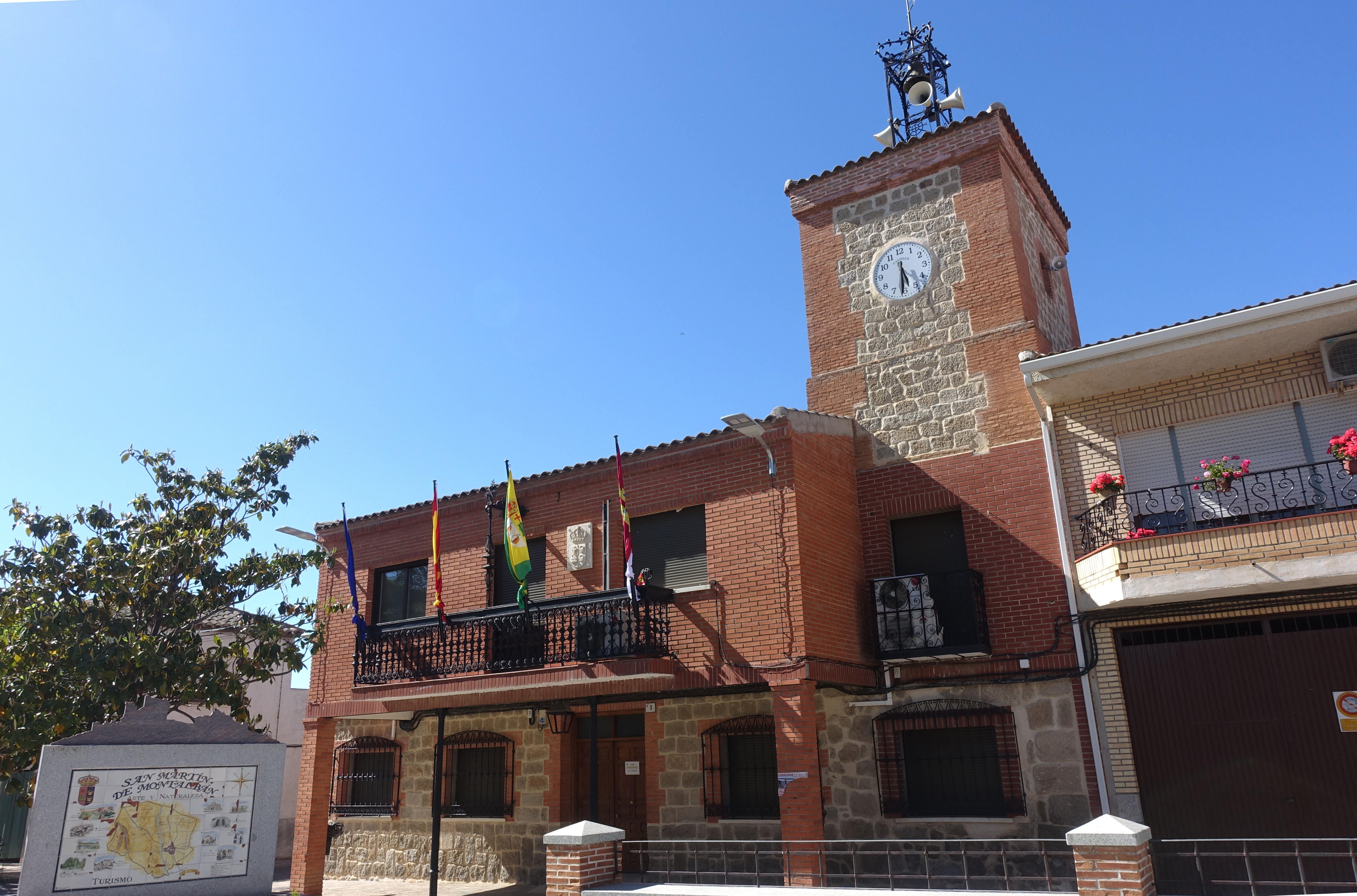
Casa consistorial

| 2015-2019 | María del Carmen Barrios Vázquez | PSOE      |
| 2019-2023 | Gema Calderón Roizo              | PSOE      |

## Patrimonio

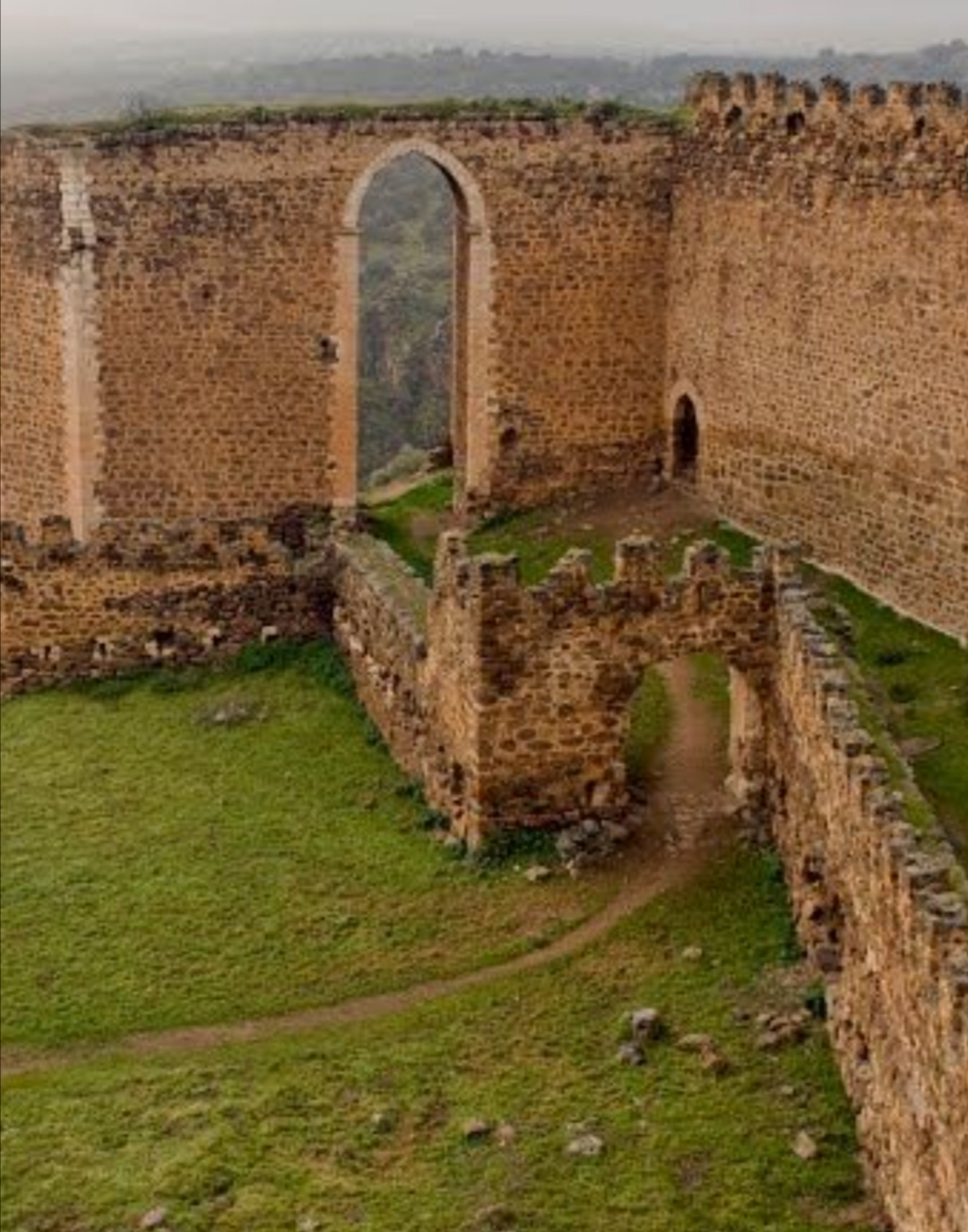
Castillo de Montalbán

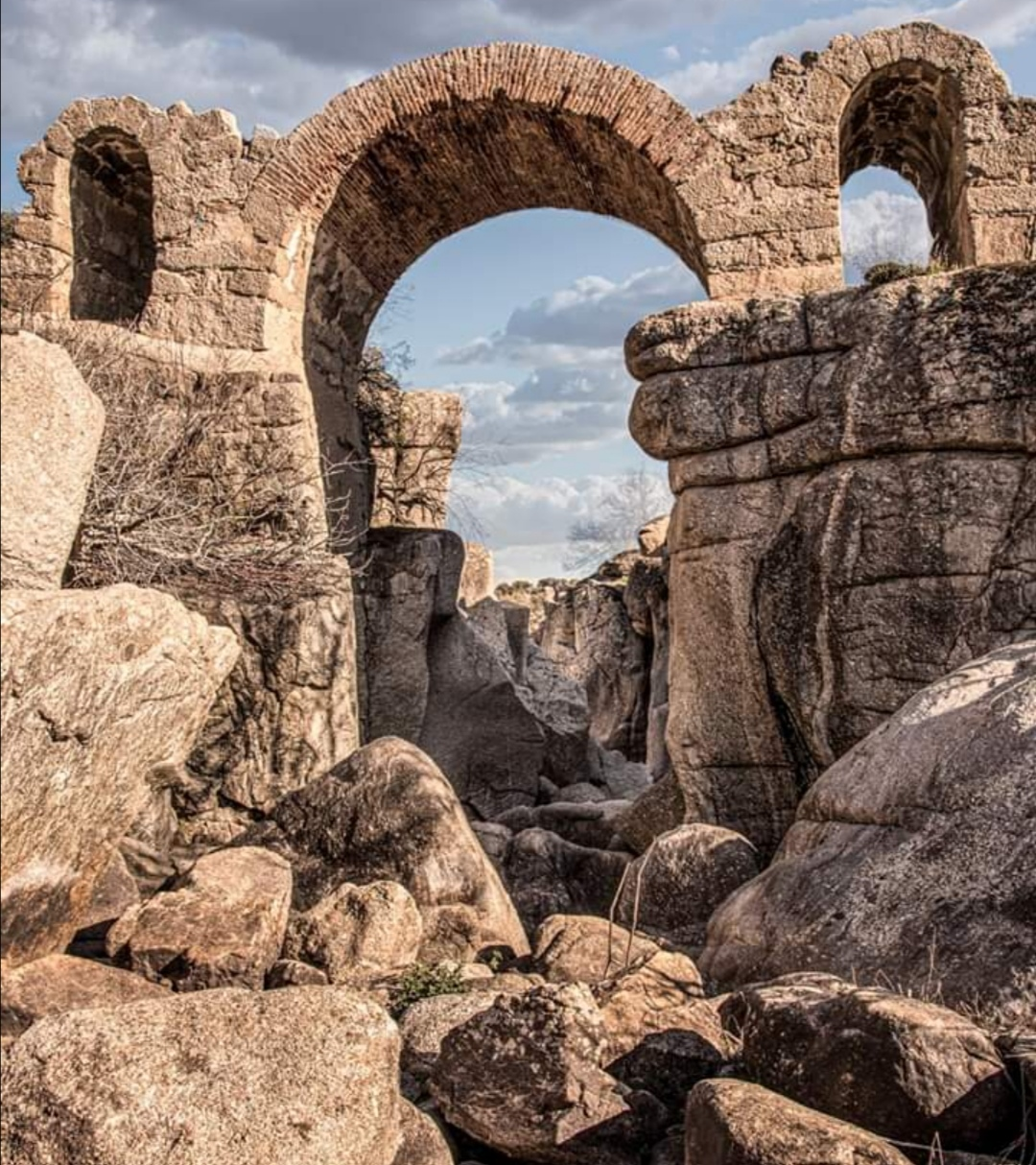
Puente La Canasta

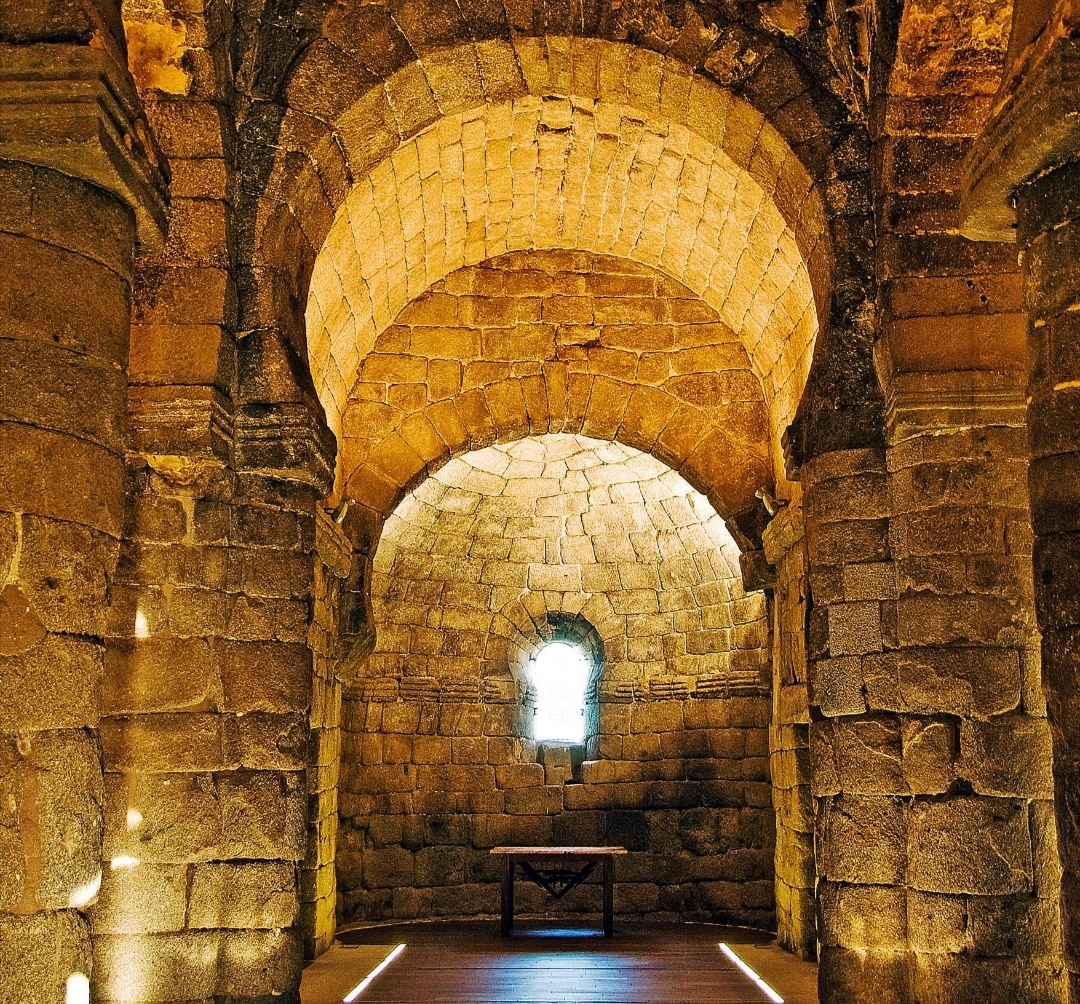
Interior de la iglesia de Santa María de Melque

- Castillo de Montalbán (fortaleza templaria de los siglos XIII-XV).
- Iglesia de Santa María de Melque (cenobio visigótico-mozárabe de los siglos VII-VIII).
- Iglesia parroquial de San Andrés. Es de estilo renacentista. Fue construida entre los siglos XVI y XVII sobre un templo anterior del siglo XIII, del que se conserva la torre, bajo los lineamientos de Jorge Manuel Theotocópulus, hijo de El Greco.
- Puente del siglo XIX.
- Puente La Canasta. Considerado por mucho tiempo de origen romano, fue construido en 1842 y reedificado en 1861.
- Tumbas antropomórficas.
- Dolmen.

## Gastronomía
La gastronomía de San Martín de Montalbán tiene como base los productos de su tierra y las tradiciones seculares de sus vecinos. El municipio, forma parte de la zona de producción de dos productos que sobresalen por su calidad: el queso manchego y el aceite de oliva virgen extra, cada uno de ellos con su denominación de origen propio. El visitante podrá degustar platos típicos de caza, liebre, perdiz o conejo. La liebre con arroz es exquisita y no menos elogios merecen las muchas formas de preparar las perdices: a la toledana, escabechada, estofada... Algo que sucede también en el caso del conejo. Sin embargo, si hubo antaño un plato base de la alimentación de los naturales de esta zona y, hoy, auténtico placer de degustar, este no es otro que el cocido, que por estas tierras compite con los mejores y más acreditados de toda España. Si consideramos la proximidad de San Martín de Montalbán a los Montes de Toledo, es fácil entender cómo sus mesas se enriquecen de carnes de caza de pelo que hacen de su cocina una de las más variadas de la provincia. Por último, los dulces tienen en la almendra, de gran producción en este término, uno de sus más exquisitos ingredientes y parte fundamental de excelentes postres. 
Los vinos producidos en San Martín de Montalbán son recios, de agradable calor, afrutado aroma y rotundo sabor. 